# 2017-es Roland Garros
A 2017-es Roland Garros az év második tenisz Grand Slam-tornája volt, amelyet 116. alkalommal 2017. május 28. és június 11. között rendeztek meg Párizsban. A tornán bajnokot avattak férfi és női egyesben és párosban, vegyes párosban, valamint junior fiú és lány kategóriákban egyesben és párosban is. A versenyprogram része a kerekesszékesek versenye, valamint a szenior versenyzők bemutató jellegű küzdelme.
A Roland Garros az egyetlen salakpályás Grand Slam-torna. Díjalapja 2017-ben 36 000 000 euró.
A cím védője férfi egyesben a szerb Novak Đoković, a női egyesben a spanyol Garbiñe Muguruza volt. A győzelmet a férfiaknál a spanyol Rafael Nadal szerezte meg, ezzel tizedik Roland Garros-győzelmét aratva. A nőknél nagy meglepetésre a világranglista 47. helyén álló, nem kiemelt lett Jeļena Ostapenko első WTA-tornagyőzelmét aratva szerezte meg a bajnoki címet.
A tornán a női egyesben a főtáblán indulásra jogosult Babos Tímea mellett három magyar versenyző indulhatott a selejtezőben. A férfiaknál Fucsovics Márton, a nőknél Gálfi Dalma és Stollár Fanny. A junioroknál Piros Zsombor egyéniben 4. kiemeltként a 3. körben esett ki, párosban 1. kiemeltként indult és tornagyőzelmet szerzett.

## Döntők

### Férfi egyes
- Rafael Nadal –  Stanislas Wawrinka, 6–2, 6–3, 6–1

### Női egyes
- Jeļena Ostapenko –  Simona Halep, 4–6, 6–4, 6–3

### Férfi páros
- Ryan Harrison /  Michael Venus –  Santiago González /  Donald Young, 7–6(5), 6–7(4), 6–3

### Női páros
- Bethanie Mattek-Sands /  Lucie Šafářová –  Ashleigh Barty /  Casey Dellacqua, 6–2, 6–1

### Vegyes páros
- Gabriela Dabrowski /  Róhan Bópanna –  Anna-Lena Grönefeld /  Robert Farah, 2–6, 6–2, [12–10]

### Juniorok

#### Fiú egyéni
- Alexei Popyrin def.  Nicola Kuhn, 7–6(5), 6–3

#### Lány egyéni
- Whitney Osuigwe def.  Claire Liu, 6–4, 6–7(5), 6–3

#### Fiú páros
- Nicola Kuhn /  Piros Zsombor def.  Vasil Kirkov /  Danny Thomas, 6–4, 6–4

#### Lány páros
- Bianca Andreescu /  Carson Branstine def.  Oleszja Pervusina /  Anasztaszija Potapova, 6–1, 6–3

## Világranglistapontok
| Eredmény           | Férfi egyes | Férfi páros | Női egyes | Női páros |
| ------------------ | ----------- | ----------- | --------- | --------- |
| Győzelem           | 2000        | 2000        | 2000      | 2000      |
| Döntő              | 1200        | 1200        | 1300      | 1300      |
| Elődöntő           | 720         | 720         | 780       | 780       |
| Negyeddöntő        | 360         | 360         | 430       | 430       |
| 16 között          | 180         | 180         | 240       | 240       |
| 32 között          | 90          | 90          | 130       | 130       |
| 64 között          | 45          | 0           | 70        | 10        |
| 128 között         | 10          | –           | 10        | –         |
| Főtáblára jutás    | 25          | 25          | 40        | –         |
| Selejtező (3. kör) | 16          | –           | 30        | –         |
| Selejtező (2. kör) | 8           | –           | 20        | –         |
| Selejtező (1. kör) | 0           | –           | 2         | –         |

## Pénzdíjazás
A torna összdíjazása 36 000 000 euró, amely 12%-kal haladja meg az előző évit. A férfi és a női egyéni győztesnek fejenként 2 100 000 euró jár, amely 100 000 euróval több a 2016-os díjnál.
| Eredmény           | Egyes*      | Egyes*      | Páros**                                                                     | Vegyes páros**                                                              |
| Eredmény           | Férfiak***  | Nők****     | Páros**                                                                     | Vegyes páros**                                                              |
| Győzelem           | 2 100 000 € | 2 100 000 € | 660 000 €                                                                   | 140 000 €                                                                   |
| Döntő              | 1 000 000 € | 1 000 000 € | 330 000 €                                                                   | 70 500 €                                                                    |
| Elődöntő           | 500 000 €   | 500 000 €   | 165 000 €                                                                   | 37 750 €                                                                    |
| Negyeddöntő        | 300 000 €   | 300 000 €   | 90 000 €                                                                    | 17 000 €                                                                    |
| 16 között          | 175 000 €   | 175 000 €   | 45 000 €                                                                    | 8500 €                                                                      |
| 32 között          | 120 000 €   | 120 000 €   | 22 500 €                                                                    | 4500 €                                                                      |
| 64 között          | 60 000 €    | 60 000 €    | 12 000 €                                                                    | –                                                                           |
| 128 között         | 35 000 €    | 35 000 €    | –                                                                           | –                                                                           |
| Selejtező (döntő)  | 14 000 €    | 14 000 €    | *Nemenként **Csapatonként ***128-as selejtezőtábla ****96-os selejtezőtábla | *Nemenként **Csapatonként ***128-as selejtezőtábla ****96-os selejtezőtábla |
| Selejtező (2. kör) | 7000 €      | 7000 €      | *Nemenként **Csapatonként ***128-as selejtezőtábla ****96-os selejtezőtábla | *Nemenként **Csapatonként ***128-as selejtezőtábla ****96-os selejtezőtábla |
| Selejtező (1. kör) | 3500 €      | 3500 €      | *Nemenként **Csapatonként ***128-as selejtezőtábla ****96-os selejtezőtábla | *Nemenként **Csapatonként ***128-as selejtezőtábla ****96-os selejtezőtábla |